# Іноуе Харука
Іноуе Харука (нар. 7 червня 1977) — колишня японська тенісистка.
Найвищу одиночну позицію світового рейтингу — 108 місце досягла 17 серпня 1998, парну — 114 місце — 23 липня 2001 року.

## Фінали ITF
| турніри $50,000 |
| турніри $25,000 |
| турніри $10,000 |

### Одиночний розряд (2–4)
| Результат | Ранг | Дата            | Турнір                     | Покриття   | Суперниця       | Рахунок     |
| --------- | ---- | --------------- | -------------------------- | ---------- | --------------- | ----------- |
| Поразка   | 1.   | 2 жовтня 1995   | Ібаракі (Ібаракі), Японія  | Тверде     | Хотта Томое     | 3–6, 3–6    |
| Поразка   | 2.   | 25 лютого 1996  | Redbridge, Велика Британія | Тверде (i) | Елена Пампулова | 4–6, 4–6    |
| Поразка   | 3.   | 26 жовтня 1997  | Х'юстон, США               | Тверде     | Пак Сон Хі      | 1–6, 6–7(2) |
| Поразка   | 4.   | 22 травня 1998  | Нода (Тіба), Японія        | Тверде     | Асагое Сінобу   | 2–6, 4–6    |
| Перемога  | 1.   | 27 жовтня 2002  | Токіо, Японія              | Тверде     | Накамура Айко   | 6–2, 6–2    |
| Перемога  | 2.   | 19 вересня 2004 | Кіото, Японія              | Килим      | Одзакі Майка    | 6–4, 6–1    |

### Парний розряд (1-4)
| Результат | Ранг | Дата            | Турнір                        | Покриття | Партнерка     | Суперниці                    | Рахунок       |
| --------- | ---- | --------------- | ----------------------------- | -------- | ------------- | ---------------------------- | ------------- |
| Поразка   | 1.   | 3 жовтня 1994   | Ібаракі (Ібаракі), Японія     | Тверде   | Асагое Сінобу | Кім Іль Сун Ямаґісі Йоріко   | 2–6, 1–6      |
| Поразка   | 2.   | 12 грудня 1999  | Маніла, Філіппіни             | Тверде   | Іноуе Майко   | Лі Тін Лі На                 | 3–6, 2–6      |
| Поразка   | 3.   | 26 березня 2000 | Стоун-Маунтін (Джорджія), США | Тверде   | Іноуе Майко   | Труді Мусгрейв Бріанн Стюарт | 4–6, 6–2, 6–7 |
| Поразка   | 4.   | 20 жовтня 2002  | Хайбара, Японія               | Килим    | Іноуе Майко   | Ремі Тедзука Юка Йосіда      | 0–6, 2–6      |
| Перемога  | 1.   | 27 жовтня 2002  | Токіо, Японія                 | Тверде   | Іноуе Майко   | Таґуті Кейко Урабе Намі      | 6–1, 6–2      |